# Руельо
Руѐльо (на италиански: Rueglio; на пиемонтски: Ruvej, Рувей) е село и община в Метрополен град Торино, регион Пиемонт, Северна Италия. Разположено е на 675 m надморска височина. Към 1 януари 2020 г. населението на общината е 785 души, от които 24 са чужди граждани.